# إليزابيث كير كولسن
إليزابيث كير كولسن (بالإنجليزية: Elizabeth Kerr Coulson)‏ (1819 - 23 يناير 1876)؛ روائية بريطانية.